# Elfen-Mumie
Als Elfen-Mumie (engl. Dead fairy hoax, Toter-Feen-Scherz) wird ein Aprilscherz des englischen Künstlers und Illusionisten Dan Baines bezeichnet, der 2007 für einiges an Aufsehen sorgte.

## Der Aprilscherz
Bereits 2004 erregte Dan Baines den Ärger von Elfengläubigen, als er den mumifizierten Leichnam eines Wesens über die Auktionsplattform eBay anbot. Nach einem Proteststurm schaltete er die Seite ab. Drei Jahre später unternahm er einen weiteren Anlauf. Kurz vor dem 1. April 2007 stellte er Bilder einer mumifizierten Elfe auf seine Website und versandte eine Pressemitteilung. Die örtliche Presse berichtete über den Fund einer Elfen-Mumie, die angeblich in Derbyshire von einem Hundebesitzer gefunden worden war.
Er beschrieb dabei eine 8 Zoll (ca. 20 Zentimeter) kleine Mumie mit sichtbaren Flügeln, Haut, Zähnen und roten Haaren. Der Skelettaufbau gliche dem eines Kindes. Die Knochen seien wie bei Vögeln hohl. Zudem sei ein Bauchnabel zu erkennen, so dass die Elfen anscheinend auch geboren werden. Nur Geschlechtsorgane ließen sich keine finden. Angeblich sei die Mumie von Anthropologen und Forensik-Experten untersucht worden und die Echtheit sei dabei bestätigt worden. Im weiteren Verlauf erhielt seine Website Zugriffszahlen von 20.000 Besuchern täglich und für die Beantwortung von Fragen musste er sich vier Stunden Zeit täglich nehmen.
Dan Baine wartete eine Woche, bis er den Scherz auf seiner Website aufklärte. Er stellte daraufhin die Mumie auf der Auktionsplattform eBay ein. Etwa 40 Bieter beteiligten sich an der Auktion, die schließlich von einem privaten Kunstsammler für 280 englische Pfund ersteigert wurde.

## Nachwirkungen
Medien aus aller Welt berichteten über den Vorfall. Auch nachdem Baines auf seiner Website den Scherz aufgeklärt hatte, glaubten einige Verschwörungstheoretiker weiter an die Echtheit der Mumie. Zudem verbreiteten sich Bilder und Berichte der Mumie weiterhin im Internet.
Die Elfen-Mumie gilt heute noch als gelungener Aprilscherz.